# ملانوتان II
ملانوتان II (به انگلیسی: Melanotan II) با فرمول شیمیایی C۵۰H۶۹N۱۵O۹ یک ترکیب شیمیایی با شناسه پاب‌کم ۹۲۴۳۲ است. که جرم مولی آن ۱۰۲۴٫۱۸ g/mol می‌باشد. 